# Javier Saviola
Javier Pedro Saviola Fernández (phát âm tiếng Tây Ban Nha: [xaˈβjeɾ ˈpeðɾo saˈβjola feɾˈnandes]; sinh ngày 11 tháng 12 năm 1981) là một cựu cầu thủ bóng đá Argentina thi đấu ở vị trí tiền đạo.
Nổi tiếng với tốc độ, khả năng dẫn bóng và ghi bàn từ nhiều vị trí trên sân, anh từng thi đấu cho cả Barcelona và Real Madrid. Anh là cầu thủ trẻ nhất trong danh sách 125 cầu thủ vĩ đại nhất còn sống của Pelé. Anh có 196 trận và 70 bàn thắng trong 8 mùa giải ở La Liga; anh bắt đầu và kết thúc sự nghiệp ở River Plate.
Thi đấu cho Đội tuyển bóng đá quốc gia Argentina trong bảy năm, Saviola tham dự Giải vô địch bóng đá thế giới 2006 và Cúp bóng đá Nam Mỹ 2004, nơi Argentina lọt vào chung kết. Anh cũng giành huy chương vàng Thế vận hội Mùa hè 2004.

## Thống kê sự nghiệp
| #  | Ngày                 | Địa điểm                                                                 | Đối thủ     | Bàn thắng | Kết quả | Giải đấu                     |
| -- | -------------------- | ------------------------------------------------------------------------ | ----------- | --------- | ------- | ---------------------------- |
| 1  | 20 tháng 4 năm 2003  | Sân vận động 11 tháng 6, Tripoli, Libya                                  | Libya       | 1–0       | 3–1     | Giao hữu                     |
| 2  | 8 tháng 6 năm 2003   | Sân vận động Nagai, Ōsaka, Nhật Bản                                      | Nhật Bản    | 1–0       | 4–1     | Giao hữu                     |
| 3  | 11 tháng 6 năm 2003  | Sân vận động World Cup Seoul, Seoul, Hàn Quốc                            | Hàn Quốc    | 1–0       | 1–0     | Giao hữu                     |
| 4  | 30 tháng 6 năm 2004  | Sân vận động Giants, New Jersey, Hoa Kỳ                                  | Perú        | 2–0       | 2–1     | Giao hữu                     |
| 5  | 7 tháng 7 năm 2004   | Sân vận động Elías Aguirre, Chiclayo, Peru                               | Ecuador     | 2–1       | 6–1     | Copa América 2004            |
| 6  | 7 tháng 7 năm 2004   | Sân vận động Elías Aguirre, Chiclayo, Peru                               | Ecuador     | 3–1       | 6–1     | Copa América 2004            |
| 7  | 7 tháng 7 năm 2004   | Sân vận động Elías Aguirre, Chiclayo, Peru                               | Ecuador     | 4–1       | 6–1     | Copa América 2004            |
| 8  | 17 tháng 11 năm 2004 | Sân vận động tượng đài Antonio Vespucio Liberti, Buenos Aires, Argentina | Venezuela   | 3–1       | 3–2     | Vòng loại World Cup 2006     |
| 9  | 15 tháng 6 năm 2005  | Sân vận động RheinEnergie, Köln, Đức                                     | Tunisia     | 2–0       | 2–1     | FIFA Confederations Cup 2005 |
| 10 | 10 tháng 6 năm 2006  | Imtech Arena, Hamburg, Đức                                               | Bờ Biển Ngà | 2–0       | 2–1     | World Cup 2006               |
| 11 | 7 tháng 2 năm 2007   | Stade de France, Saint-Denis, Pháp                                       | Pháp        | 1–0       | 1–0     | Giao hữu                     |